# يان بيشوب (لاعب كريكت)
يان بيشوب (26 أغسطس 1977 في المملكة المتحدة - ) (بالإنجليزية: Ian Bishop)‏ هو لاعب كريكت بريطاني. لعب مع نادي مقاطعة سري للكريكت ‏ ونادي مقاطعة سومرست للكريكت ‏ وDevon County Cricket Club ‏.